# Coppa Europa di sci alpino 1989
La Coppa Europa di sci alpino 1989 fu la 18ª edizione della manifestazione organizzata dalla Federazione Internazionale Sci.
In campo maschile l'austriaco Stephan Eberharter si aggiudicò sia la classifica generale, sia – a pari merito con l'italiano Attilio Barcella – quella di slalom gigante; l'italiano Kristian Ghedina vinse quella di discesa libera, lo jugoslavo Tomaž Čižman quella di supergigante e il cecoslovacco Peter Jurko quella di slalom speciale. L'austriaco Konrad Walk era il detentore uscente della Coppa generale.
In campo femminile l'austriaca Sabine Ginther si aggiudicò sia la classifica generale, sia quella di discesa libera; la giapponese Emi Kawabata vinse quelle di supergigante, la svizzera Elisabeth Giger quella di slalom gigante e la statunitense Monique Pelletier quella di slalom speciale. La svizzera Petra Bernet era la detentrice uscente della Coppa generale.

## Uomini

### Classifiche

#### Generale
| Pos. | Nome               | Nazione        | Punti |
| ---- | ------------------ | -------------- | ----- |
| 1    | Stephan Eberharter | Austria        | 152   |
| 2    | Tomaž Čižman       | Jugoslavia     | 137   |
| 3    | Attilio Barcella   | Italia         | 119   |
| 4    | Peter Jurko        | Cecoslovacchia | 106   |
| 5    | Sergio Bergamelli  | Italia         | 102   |
| 6    | Mathias Berthold   | Austria        | 97    |
| 7    | Urs Kälin          | Svizzera       | 95    |
| 8    | Rudolf Stocker     | Austria        | 90    |
| 9    | Oliver Künzi       | Svizzera       | 87    |
| 9    | Steve Locher       | Svizzera       | 87    |

#### Discesa libera
| Pos. | Nome             | Nazione        | Punti |
| ---- | ---------------- | -------------- | ----- |
| 1    | Kristian Ghedina | Italia         | 75    |
| 2    | Peter Eigler     | Germania Ovest | 67    |
| 3    | Rudolf Stocker   | Austria        | 65    |
| 4    | Hannes Zehentner | Germania Ovest | 57    |
| 5    | Xavier Gigandet  | Svizzera       | 53    |

#### Supergigante
| Pos. | Nome               | Nazione    | Punti |
| ---- | ------------------ | ---------- | ----- |
| 1    | Tomaž Čižman       | Jugoslavia | 67    |
| 2    | Jérôme Noviant     | Francia    | 61    |
| 3    | Urs Kälin          | Svizzera   | 57    |
| 4    | Stephan Eberharter | Austria    | 37    |
| 5    | Konrad Walk        | Austria    | 34    |

#### Slalom gigante
| Pos. | Nome               | Nazione    | Punti |
| ---- | ------------------ | ---------- | ----- |
| 1    | Attilio Barcella   | Italia     | 95    |
| 1    | Stephan Eberharter | Austria    | 95    |
| 3    | Steve Locher       | Svizzera   | 72    |
| 4    | Tomaž Čižman       | Jugoslavia | 70    |
| 5    | Mathias Berthold   | Austria    | 67    |

#### Slalom speciale
| Pos. | Nome                 | Nazione        | Punti |
| ---- | -------------------- | -------------- | ----- |
| 1    | Peter Jurko          | Cecoslovacchia | 106   |
| 2    | Christophe Berra     | Svizzera       | 65    |
| 2    | Didier Schmidt       | Francia        | 65    |
| 4    | Thomas Stangassinger | Austria        | 62    |
| 5    | Sergio Bergamelli    | Italia         | 58    |

## Donne

### Classifiche

#### Generale
| Pos. | Nome                   | Nazione        | Punti |
| ---- | ---------------------- | -------------- | ----- |
| 1    | Sabine Ginther         | Austria        | 216   |
| 2    | Stefanie Schuster      | Austria        | 118   |
| 3    | Monique Pelletier      | Stati Uniti    | 134   |
| 4    | Elisabeth Giger        | Svizzera       | 132   |
| 5    | Ingrid Stöckl          | Austria        | 129   |
| 6    | Katrin Stotz           | Germania Ovest | 99    |
| 7    | Kristi Terzian         | Stati Uniti    | 95    |
| 8    | Brigitte Gadient       | Svizzera       | 92    |
| 9    | Agneta Hjorth          | Svezia         | 85    |
| 9    | Christine von Grünigen | Svizzera       | 85    |

#### Discesa libera
| Pos. | Nome               | Nazione          | Punti |
| ---- | ------------------ | ---------------- | ----- |
| 1    | Sabine Ginther     | Austria          | 77    |
| 2    | Ulla Ģērmane       | Unione Sovietica | 50    |
| 3    | Ingrid Stöckl      | Austria          | 46    |
| 4    | Kristin Krone      | Stati Uniti      | 40    |
| 5    | Varvara Zelenskaja | Unione Sovietica | 39    |

#### Supergigante
| Pos. | Nome             | Nazione        | Punti |
| ---- | ---------------- | -------------- | ----- |
| 1    | Emi Kawabata     | Giappone       | 50    |
| 2    | Anja Straupeneck | Germania Ovest | 37    |
| 3    | Katrin Stotz     | Germania Ovest | 36    |
| 4    | Elisabeth Giger  | Svizzera       | 30    |
| 5    | Katja Seizinger  | Germania Ovest | 23    |

#### Slalom gigante
| Pos. | Nome            | Nazione        | Punti |
| ---- | --------------- | -------------- | ----- |
| 1    | Elisabeth Giger | Svizzera       | 86    |
| 2    | Sabine Ginther  | Austria        | 75    |
| 3    | Birgit Wolfram  | Austria        | 71    |
| 4    | Sandra Burn     | Svizzera       | 61    |
| 5    | Katrin Stotz    | Germania Ovest | 55    |

#### Slalom speciale
| Pos. | Nome                   | Nazione     | Punti |
| ---- | ---------------------- | ----------- | ----- |
| 1    | Monique Pelletier      | Stati Uniti | 129   |
| 2    | Stefanie Schuster      | Austria     | 116   |
| 3    | Agneta Hjorth          | Svezia      | 76    |
| 4    | Christine von Grünigen | Svizzera    | 73    |
| 5    | Nathalie Jamet         | Francia     | 67    |